# Wille Karhumaa
Wille Karhumaa, né le 7 juin 2000 à Oulu, est un coureur finlandais du combiné nordique.

## Biographie
Licencié au Ounasvaaran Hiihtoseura, il fait ses débuts internationaux en 2016, prenant part aux Jeux olympiques de la jeunesse (8e en individuel) et aux Championnats du monde junior, où il remporte la médaille de bronze sur l'épreuve par équipes. En 2017, il marque ses premiers points dans la Coupe continentale, avec comme meilleure performance de l'hiver une treizième place à Otepää.
En novembre 2017, il fait ses débuts dans la Coupe du monde à Ruka (33e). Après quelques autres sélections en 2018 et 2019, il marque ses premiers points dans cette compétition aussi à Ruka avec une 26e place. Ce résultat lui permet d'intégrer l'équipe nationale sénior pour la saison 2020-2021.
Après notamment son premier podium en Coupe continentale à Lahti, il court son premier championnat du monde en 2021 à Oberstdorf, où il est 36e en individuel - petit tremplin.
Son point fort est le ski de fond, où il arrive à rivaliser avec les meilleurs.

## Palmarès

### Championnats du monde
| Épreuve / Édition        | Gundersen      | Gundersen      | Relais | Sprint par équipes |
| Épreuve / Édition        | Petit tremplin | Grand tremplin | Relais | Sprint par équipes |
| Mondiaux 2021 Oberstdorf | 36e            | -              | -      | -                  |

### Coupe du monde
- Meilleur classement général : 46e en 2020.
- *Meilleur résultat individuel : 26e.

#### Classements en Coupe du monde
| Année     | Classement général final |
| 2019-2020 | 46e                      |
| 2020-2021 | -                        |

### Championnats du monde junior
- Médaille de bronze par équipes en 2016 à Rasnov.

### Coupe continentale
- 3 podiums individuels dont une victoire.